# Lac de Hount Hérède
Le lac de Hount Hérède est un lac pyrénéen français situé administrativement dans la commune de Cauterets dans le département français des Hautes-Pyrénées, en Lavedan.
Le lac a une superficie de 0,8 ha pour une altitude de 2 079 m, il atteint une profondeur de 1 m.

## Toponymie
En occitan, hount signifie « source » et hérède signifie « froid », ce qui donne : « source froide ».

## Géographie
Le lac de Hount Hérède est situé dans le vallon de Hount Hérède dans la vallée de Lutour dans le massif d'Ardiden.

### Topographie
|                       |                           | Pic Inférieur de Culaus (2 660 m) |
| Lac d'Estom (1 804 m) | lac de Hount Hérède       |                                   |
|                       | Tuc de Pébignau (2 703 m) | Pic de Cestrède (2 947 m)         |

### Hydrographie
Le lac a pour émissaire le gave de Lutour, affluent du gave de Cauterets qui fait partie du réseau hydrographique du gave de Pau.

## Protection environnementale
Le lac n’est pas situé dans le parc national des Pyrénées et ne fait pas partie d'une zone naturelle protégée, classée ZNIEFF de type 1 et de type 2.

## Voies d'accès
C'est un petit lac accessible très facilement depuis le parking de la Fruitière (1 371 m).

- Depuis l'hôtellerie de la Fruitière, passer par le sentier du lac d'Estom qui est atteint en moins de deux heures et bifurquer sur la gauche en direction du lac.
- Au départ du lac, on peut rejoindre la vallée de Cestrède à l'est par le col de Hount Hérède (2 704 m).